# Superman IV : Lupta pentru pace
Superman IV: The Quest for Peace (1987) este un film regizat de Sidney J. Furie.

## Distribuție
- Christopher Reeve este Clark Kent / Superman[4]
- Gene Hackman este Lex Luthor / Vocea lui Nuclear Man
- Jackie Cooper ca Perry White
- Marc McClure ca Jimmy Olsen
- Jon Cryer este Lenny Luthor
- Sam Wanamaker este David Warfield
- Mark Pillow este Nuclear Man[5]
- Mariel Hemingway este Lacy Warfield
- Margot Kidder este Lois Lane[6]
- Damian McLawhorn este Jeremy
- William Hootkins este Harry Howler
- Jim Broadbent este Jean Pierre Dubois
- Stanley Lebor este Generalul Romoff
- Don Fellows este Levon Hornsby[7]
- Robert Beatty este președintele SUA
- Susannah York este Vocea Larei